# Barrio Italia
El Barrio Italia, también llamado Barrio Santa Isabel, abarca el sector surponiente de la comuna de Providencia y el sector norponiente de la comuna de Ñuñoa, en la ciudad de Santiago, la capital de Chile.
Es un barrio de antiguas edificaciones, donde vivieron artesanos inmigrantes de diferentes países, destacando los italianos, que generaron un activo comercio entre los mismos residentes.
En el presente es un reconocido barrio de la capital chilena que destaca por su amplia oferta gastronómica, específicamente cuando se trata de gastronomía internacional, de la cual se encuentran diversos locales que ofrecen comida italiana, chilena, peruana, china, ecuatoriana, española, francesa, texana, uruguaya, venezolana, vietnamita, turca, india y tailandesa, además de los diversos cafés, tiendas decorativas, almacenes y talleres patrimoniales sitos en el lugar.
En el barrio, además, se puede encontrar la plaza Guillermo Francke en el sector de Ñuñoa, la embajada de Italia en Chile y diversas instituciones educacionales.
Sus límites se aproximan en las avenidas Bilbao, al norte, Irarrázaval al sur, Bustamante al oeste y Miguel Claro al este, sin embargo, su epicentro comercial, por lo que se ha caracterizado el barrio en los últimos años, tiene su límite este en la Avenida Salvador y no en Miguel Claro. Siendo, de igual manera, la Avenida Italia la calle principal del Barrio, donde se encuentran la mayor parte de negocios, y por este motivo el barrio ostenta tal nombre.

## Historia

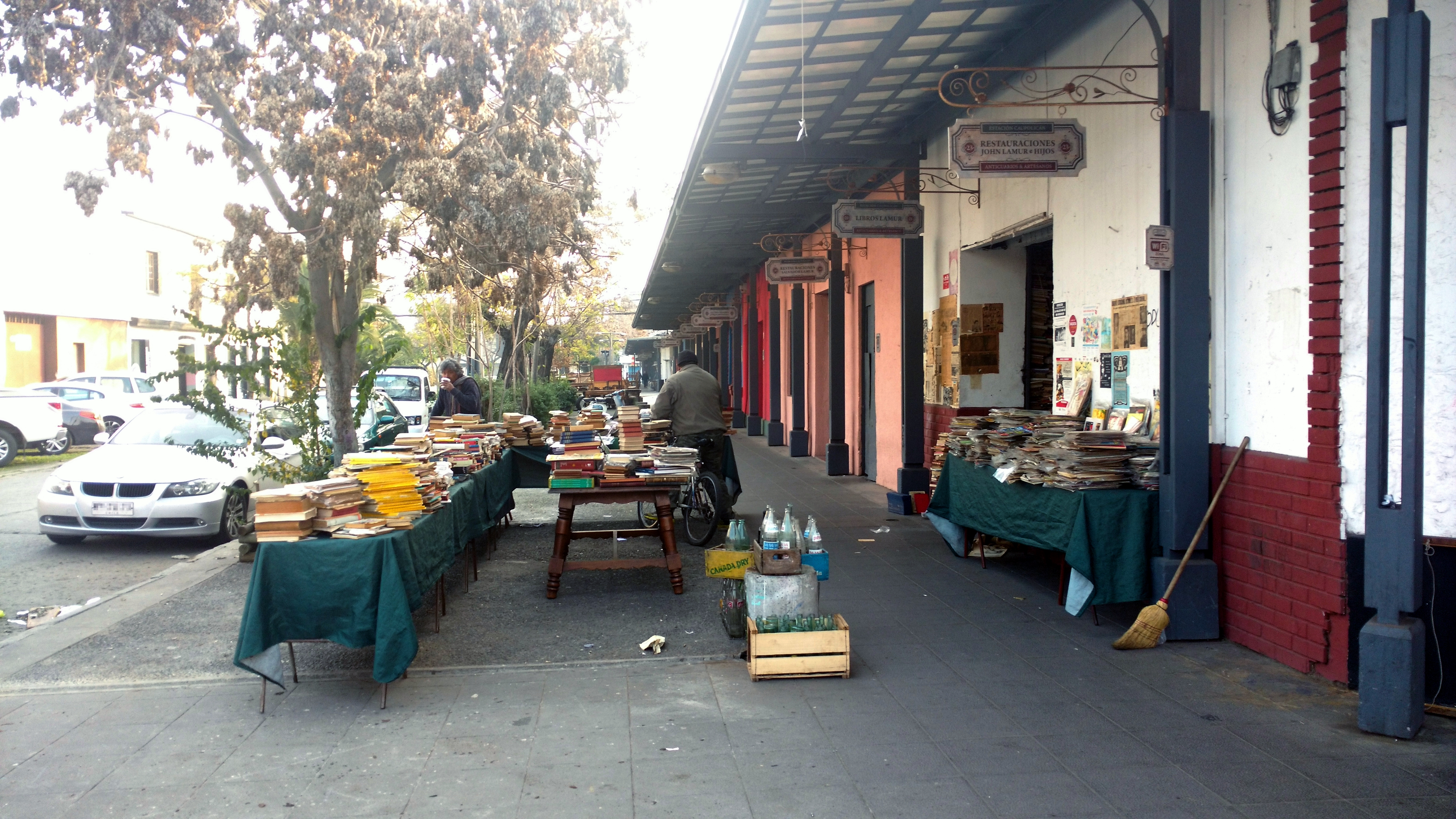
Libros antiguos.

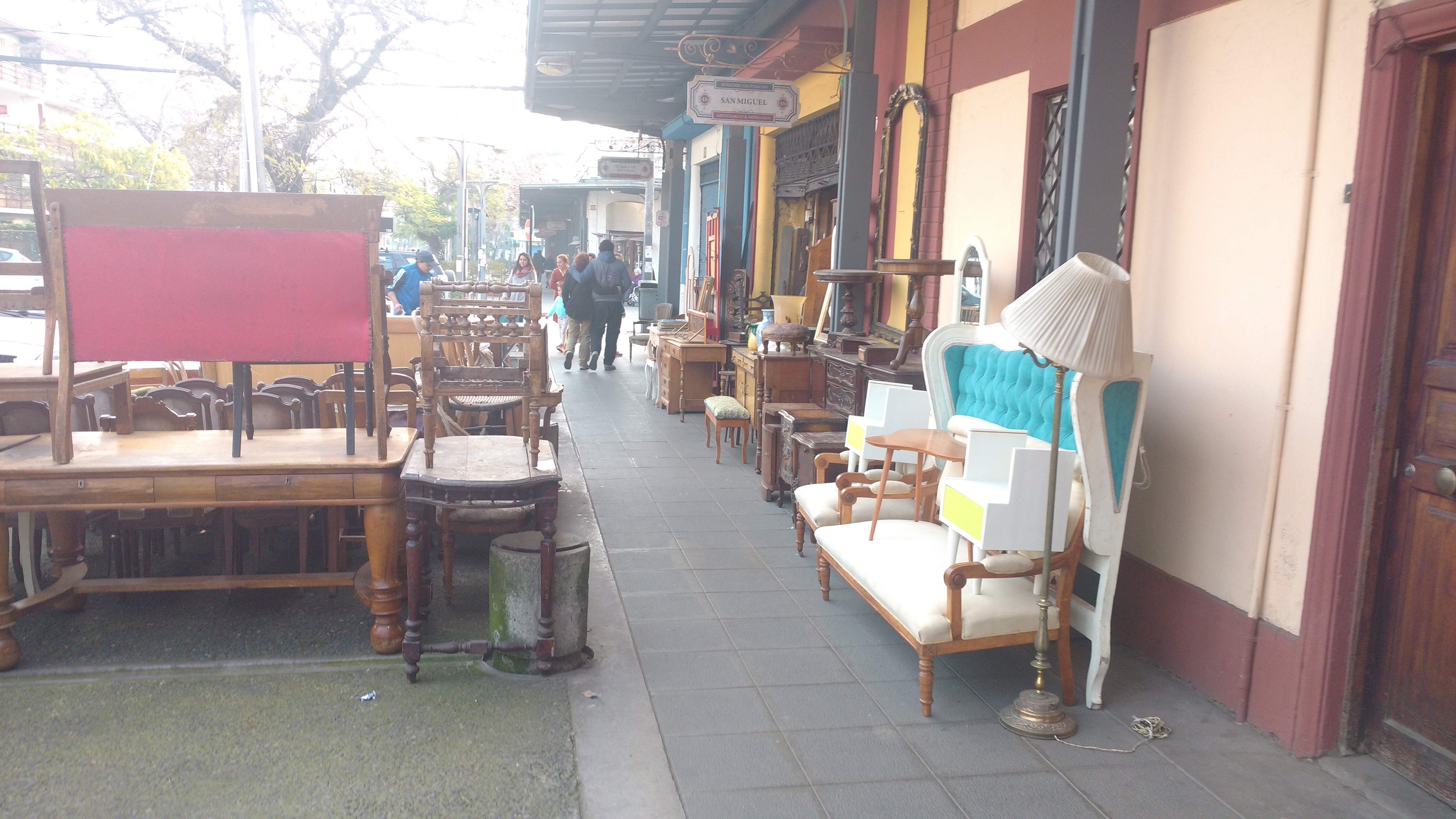
Talleres de muebles patrimoniales.

Su nombre se deriva de la avenida Italia, que cruza las comunas de Providencia y Ñuñoa, y está vinculado a la construcción del Teatro Italia. Sus orígenes datan de las primeras décadas del siglo XX, cuando la actividad industrial y comercial comenzó a desarrollarse allí. Históricamente, este sector fue conocido como Población Juan García Ballesteros (1896) y luego como Población Italia. En 1968 y a petición de la comunidad italiana residente en este sector, se inauguró frente al Parque Bustamante la Iglesia de Nuestra Señora de Pompeya, una iglesia bilingüe de español e italiano que alberga en la actualidad y desde 2003, a la sede de la Parroquia Latinoamericana de Santiago. 
En el sector se pueden encontrar diversos tipos de casas que datan de fines del siglo XIX y de principios del siglo XX, mezcladas con los nuevos negocios instalados por artistas, diseñadores y gastrónomos, comercios pequeños e incluso talleres mecánicos, lo que ha hecho que en el último tiempo sea uno de los barrios gastronómicos y de diseño más visitados de Santiago. 
Existen almacenes, galerías, negocios, talleres y tiendas que se relacionan con la industria creativa, la gastronomía, el diseño y la decoración, las artes y el vestuario, entre ellos, se destacan los restauradores de muebles y otros objetos de madera de la calle Caupolicán.
Dentro del patrimonio del barrio se encuentran: la antigua colchonería Marín, la Casa Fresia y la parroquia San Crescente. Asimismo, los presidentes de Chile Eduardo Frei Montalva (1964-1970) y Eduardo Frei Ruiz-Tagle (1994-2000) vivieron en Hindenburg 683 de este barrio durante décadas y su casa se encuentra transformada en museo.

## Educación
El Barrio cuenta con cinco centros de educacionales:
- Colegio Universitario el Salvador
- Liceo Carmela Carvajal de Prat
- Escuela Básica Particular 1987 Rosa Jaraquemada
- Escuela Básica Juan Pablo Duarte
- Universidad de Artes, Ciencias y Comunicaciones (UNIACC)

## Galería de imágenes

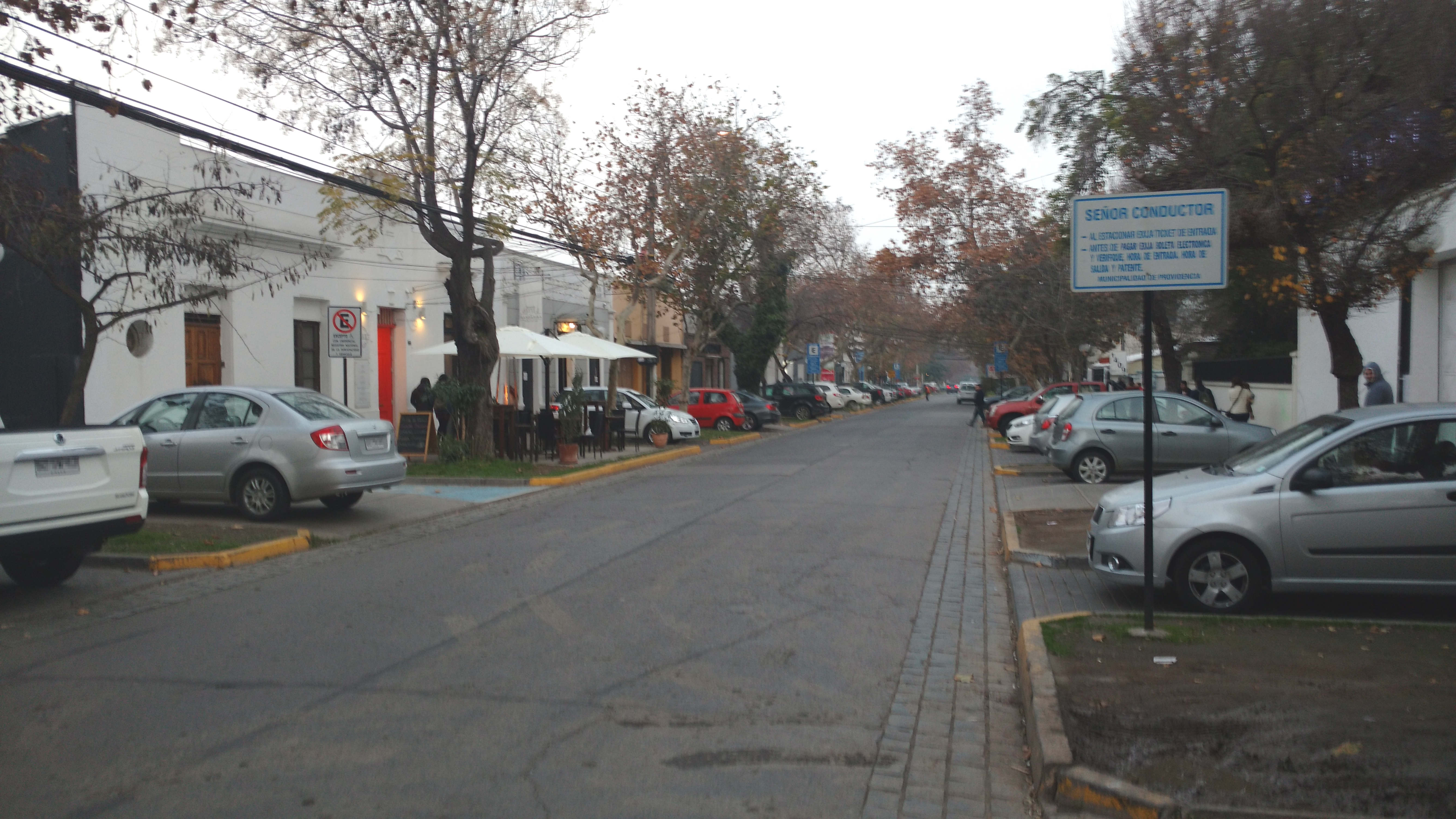
Parte de Avenida Italia.
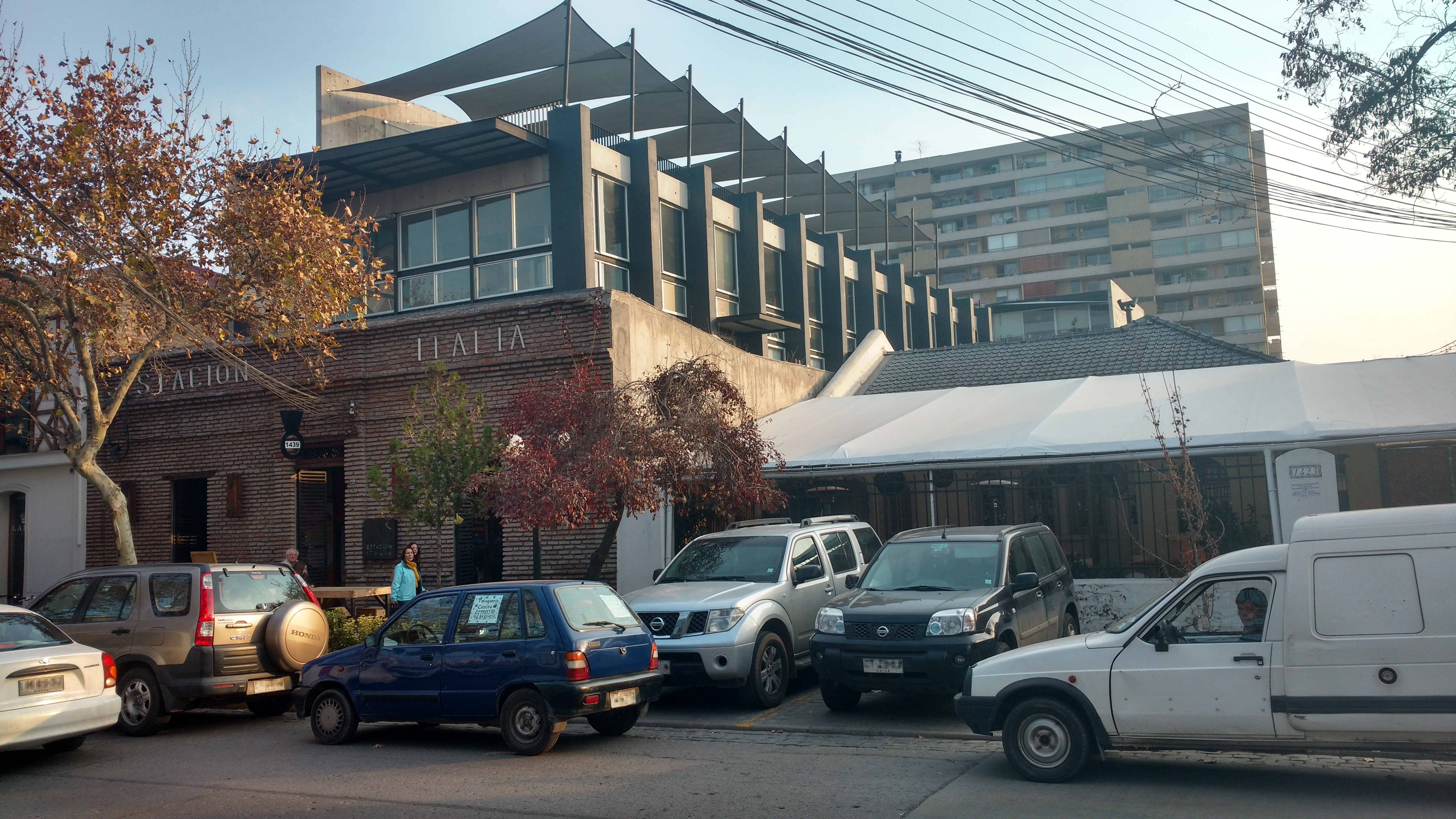
Estación Italia.
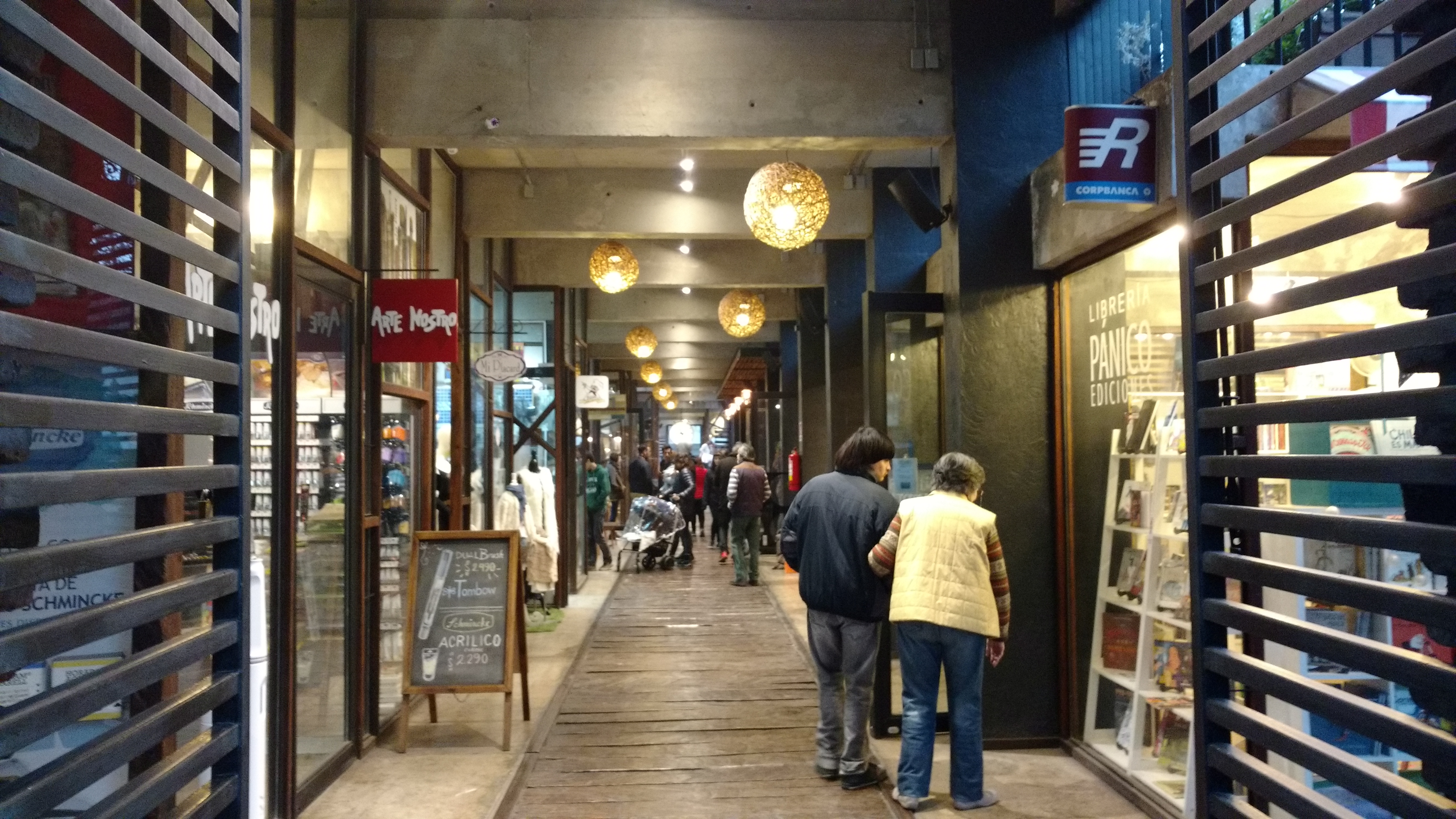
Interior de Estación Italia (visto desde entrada oriente).
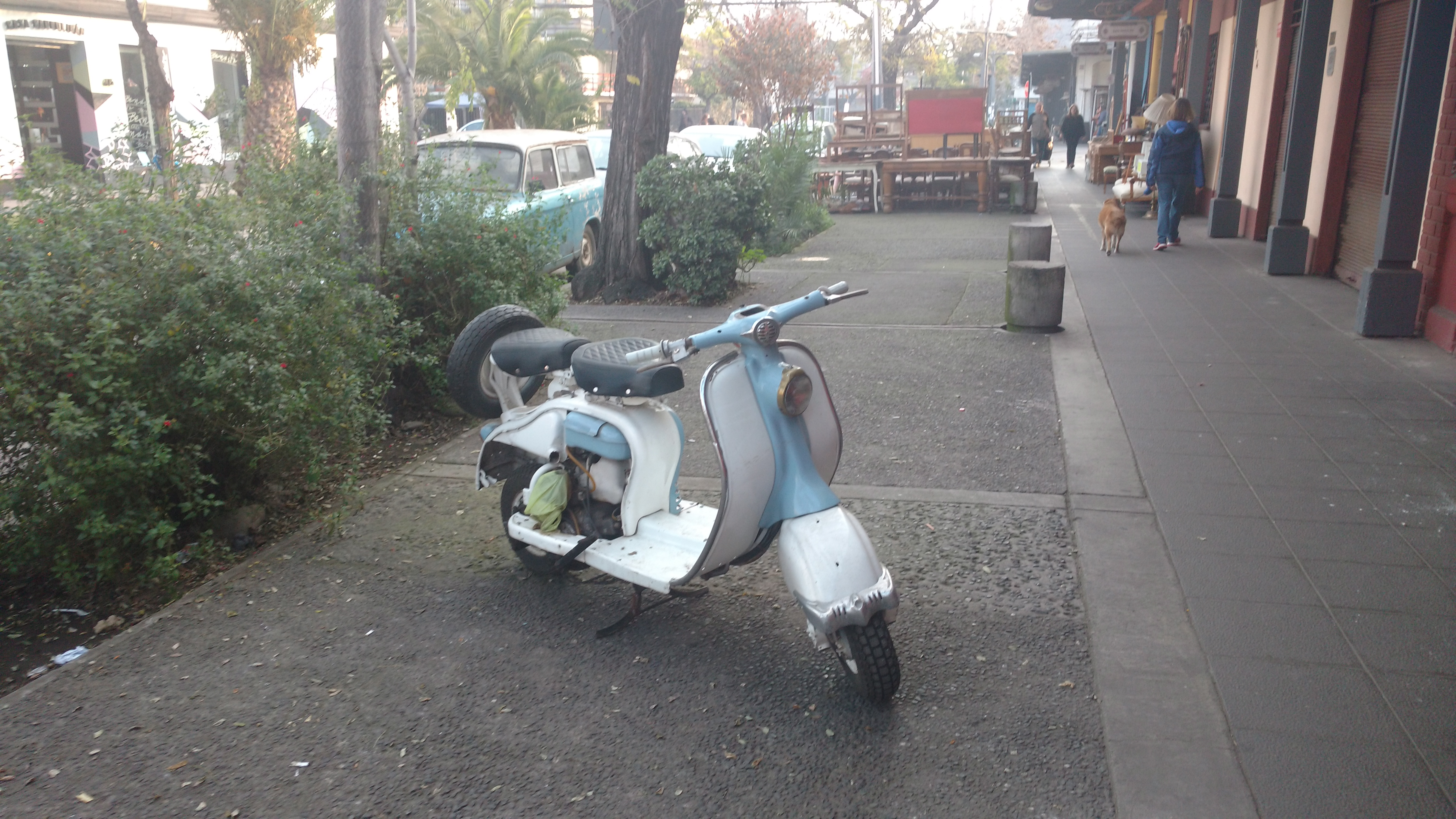
Moto antigua.
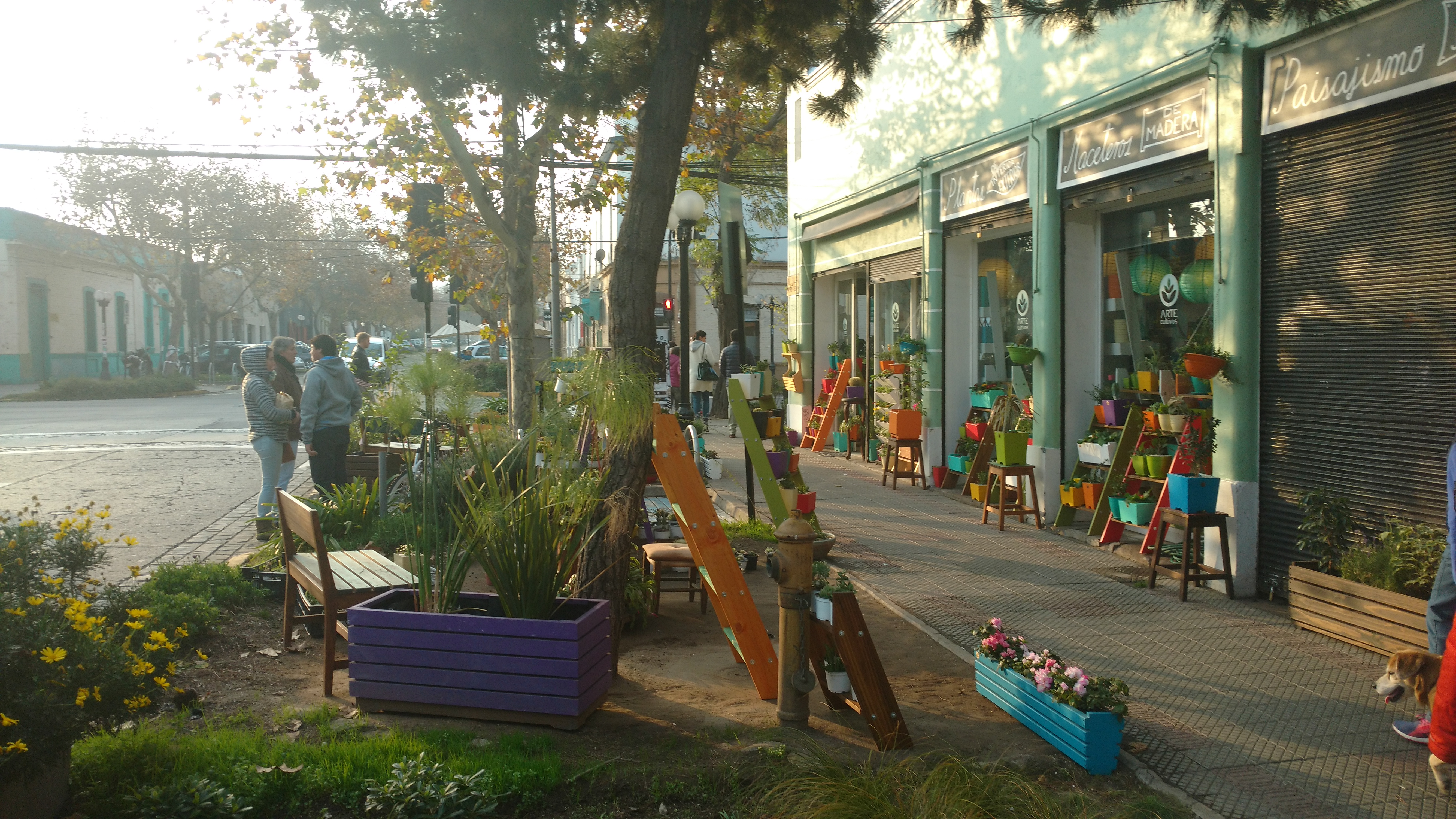
Floristería.